# Velocidad de desplazamiento

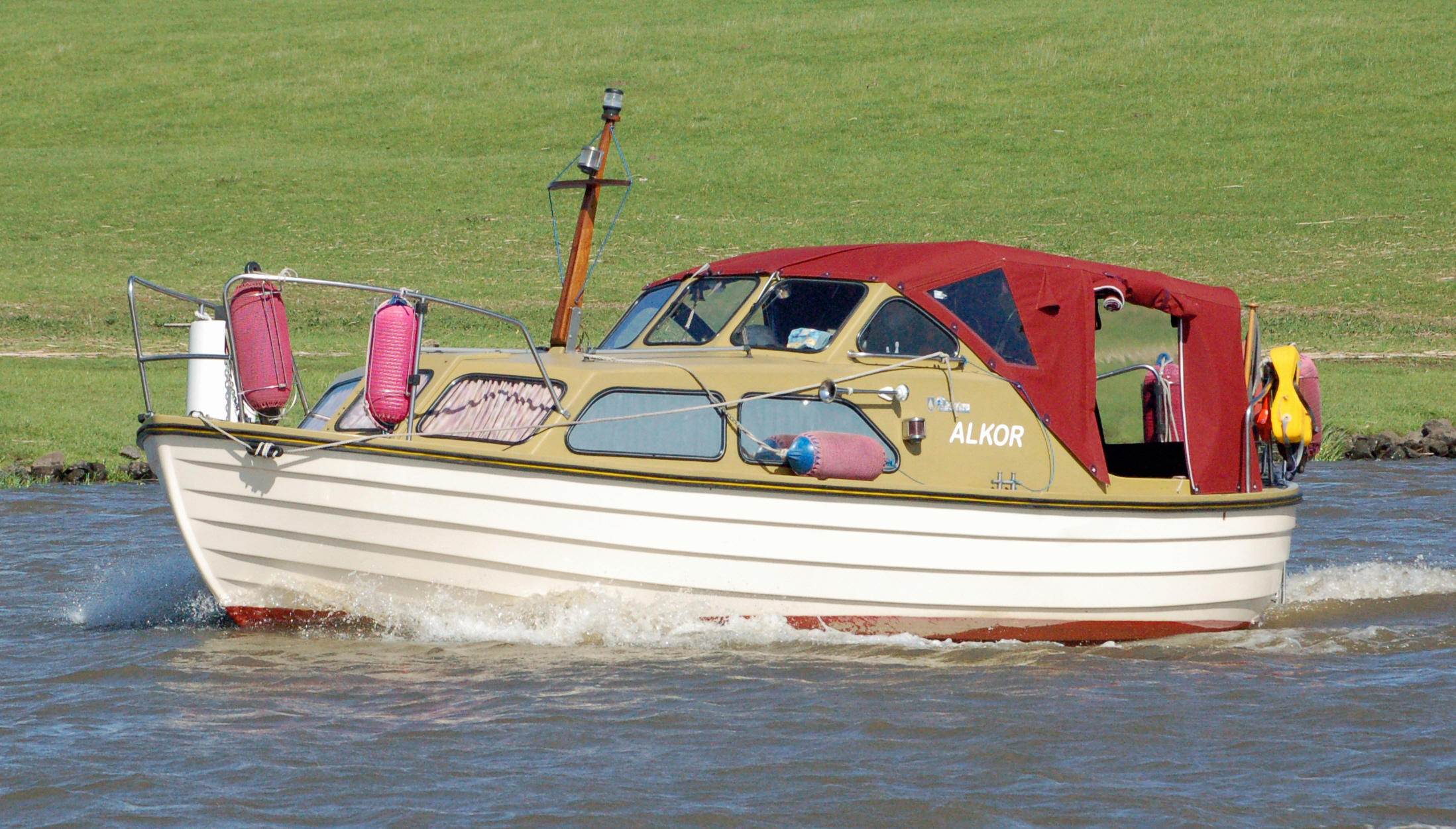
Sin planear, la velocidad máxima de desplazamiento no depende de la potencia del motor, sino de la longitud de la línea de flotación

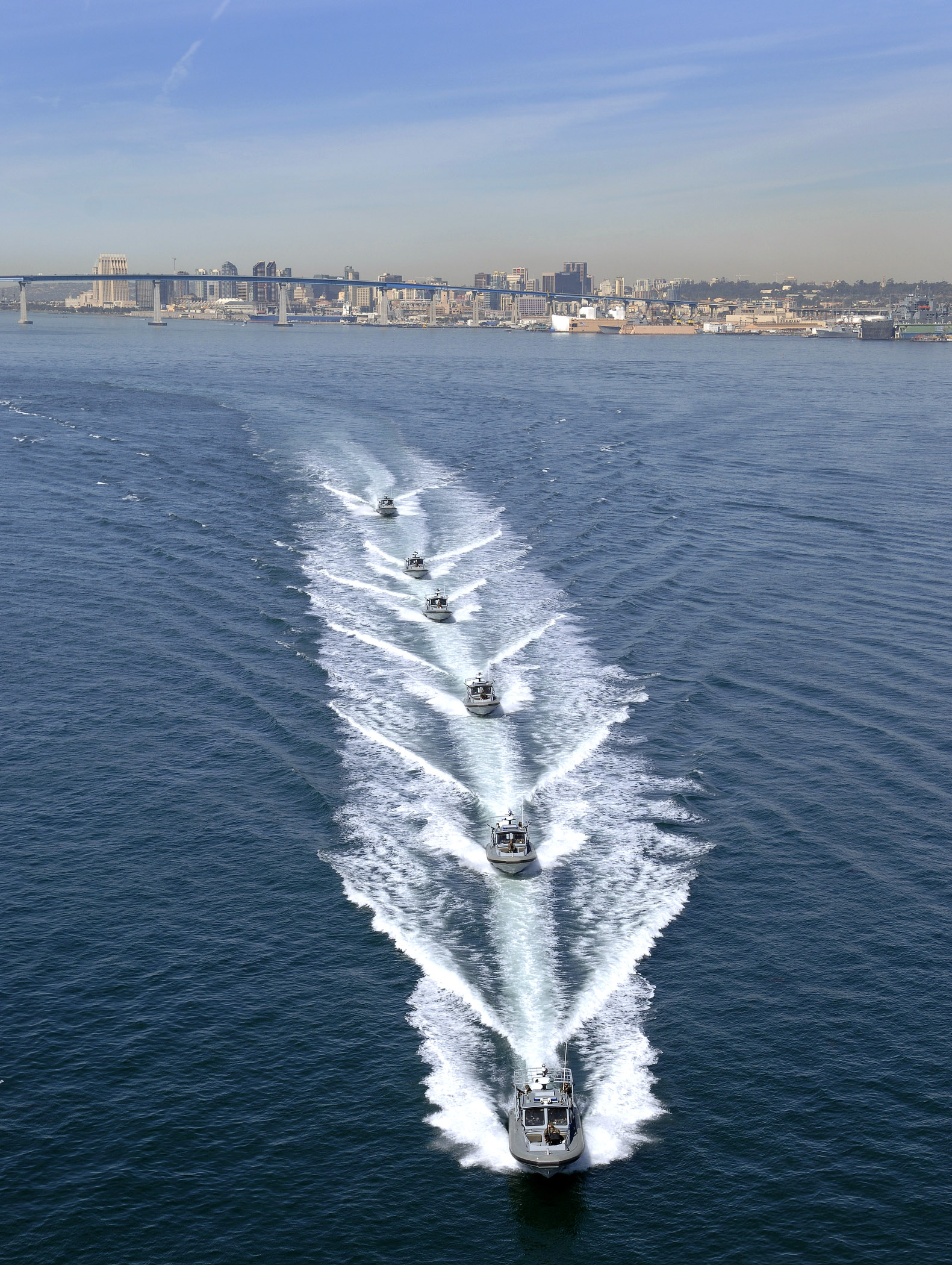
Lanchas patrulleras haciendo maniobras en San Diego. Sepueden ver las olas de proa y de popa.

La velocidad o velocidad crítica de un casco se puede definir como la velocidad de un barco en que la longitud de onda de la ola de proa es igual a la eslora de la embarcación. Al aumentar la velocidad, la medida de la ola de proa aumenta y, por lo tanto, su longitud de ola, pero cuando se llega a la velocidad de desplazamiento, parece como si el barco quedara atrapado dentro del agua que desplaza, puesto que no es posible aumentar la velocidad, aunque se aumente la potencia del motor o en el caso de barcos de vela el empuje proporcionado por el viento. Más aportaciones de potencia (por parte del motor, la hélice o viento) se convierten en un aumento de la ola y no en un aumento de velocidad, salvo que el tipo de barco sea capaz de planear sobre la ola (similar al esquí acuático).
Desde una perspectiva técnica, cuando se llega a la velocidad de desplazamiento, las olas de proa y de popa interfieren entre sí constructivamente, creando olas relativamente grandes y, por lo tanto, con un valor relativamente grande de arrastre. El término "velocidad de desplazamiento" se entiende como un tipo de "límite de velocidad" para un barco, de hecho, el arrastre para un "barco de desplazamiento" (es decir un barco que no planea) aumenta a un ritmo proporcional a la velocidad del barco hasta que se acerca e intenta superar la velocidad de desplazamiento, en este punto no hay un aumento notable en la velocidad.
El concepto de velocidad de desplazamiento no se utiliza en la arquitectura naval moderna. Actualmente la "relación velocidad-longitud" (veáis la definición más adelante) o el número de Froude se consideran más útiles.

## Descripción

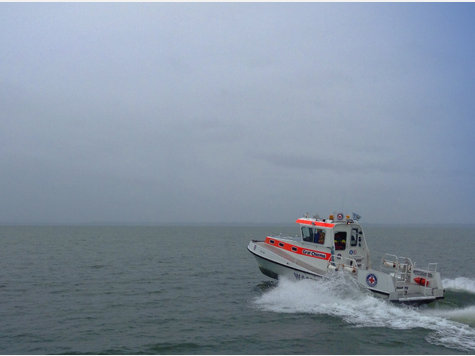
Barco casi a la velocidad de desplazamiento.

Un barco que flota al agua en reposo desplaza su peso en agua. Cuando el barco se mueve, altera la misma cantidad de agua que antes se encontraba tranquila en proa. Esto provoca que el agua se acelere y es la causa de las olas de proa y popa.
A medida que un barco se mueve dentro del agua, crea olas estacionarias que se oponen a su movimiento. Este efecto aumenta drásticamente en barcos de desplazamiento en un número de Froude de aproximadamente 0.35, que corresponde a una relación de velocidad-longitud un poco por debajo de 1,20 (esto se debido a un rápido aumento de la resistencia causado por el Tren de olas transversal ). Cuando el número de Froude crece hasta ~ 0.40 (relación velocidad-longitud de aproximadamente 1.35), la resistencia a las olas aumenta todavía más por razón del Tren de ola divergente. Esta tendencia al aumento de la resistencia de las olas continúa hasta un número de Froude de aproximadamente 0,45 (relación velocidad-longitud = 1,50) y llega al máximo con un número de Froude de aproximadamente 0,50 (relación velocidad-longitud = 1,70).
Este fuerte aumento de la resistencia por una relación velocidad-longitud de entre 1.3 y 1.5, probablemente parecía insuperable en los primeros barcos de vela haciendo que se convirtiera en una barrera aparente, motivo que condujo al concepto de "velocidad de desplazamiento".

## Relación velocidad-longitud (cálculo empírico)

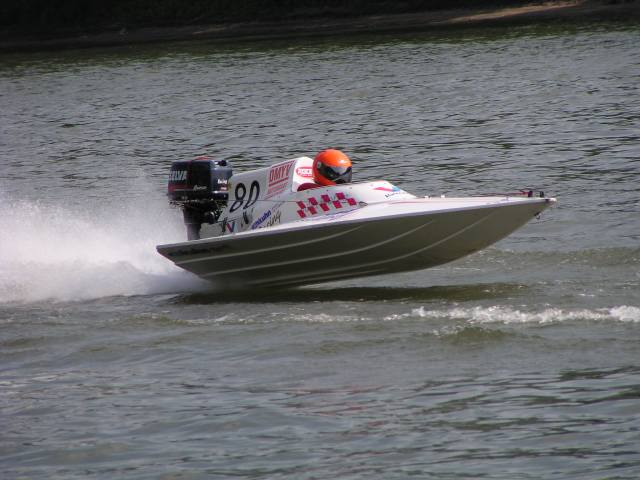
Lancha planeando en plena competición.

La proporción de a velocidad respecto {\displaystyle {\sqrt {L_{WL}}}} se denomina normalmente "relación velocidad-longitud", a pesar de que es una relación de velocidad respecto la raíz cuadrada de la longitud.
La velocidad de desplazamiento puede ser calculada por la fórmula siguiente:
{\displaystyle v_{barco}\approx 1.34\times {\sqrt {L_{WL}}}}
donde:
"{\displaystyle L_{WL}}" es la longitud de la línea de flotación en pies
"{\displaystyle v_{barco}} es la velocidad de desplazamiento en nudos
Si la longitud de la línea de flotación se da en metros y se desea la velocidad de desplazamiento en nudos, el coeficiente es 2.43. La constante puede ser dada de 1.34 a 1.51 knot·ft −½ en unidades imperiales (dependiendo de la fuente), o de 4.50 a 5.07 km·h−1·m−½ en unidades métricas.

## Influencia del diseño del casco

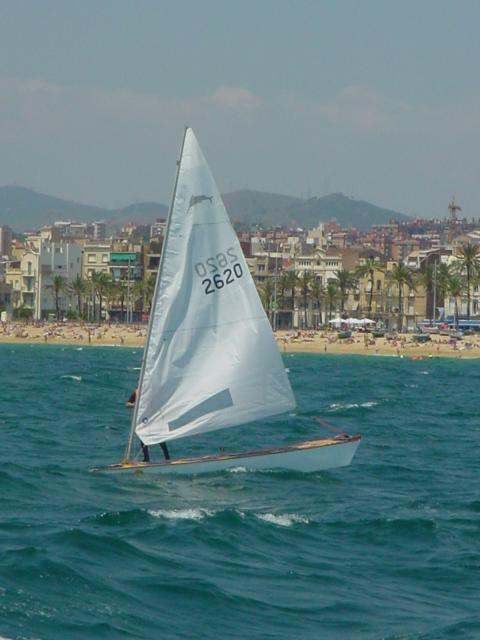
Patín de vela, parado y con el viento en la proa, ante la playa de Badalona. Cuando navega, además de ser el catamarán monotipo más antiguo, es uno de los más eficientes a la hora de "cortar" el agua.

La resistencia de la ola depende de manera drástica de las proporciones generales y la forma del casco: de hecho muchos diseños de desplazamiento modernos pueden superar fácilmente su "velocidad de desplazamiento clásica" sin planear
Dentro de estos diseños hay los de cascos con los extremos muy finos, los de cascos largos con manga relativamente estrechada y diseños perforadores de ola. Estas formas del casco se utilizan normalmente en casos cómo: canoas, remo de competición, catamaranes, transbordadores rápidos y otros barcos comerciales, pesqueros o barcos militares.
El peso del barco también es un factor crítico: afecta la amplitud de ola y, por lo tanto, a la energía transferida a la ola por una longitud de barco determinada. Los barcos pesados con cascos diseñados para poder planear en general no pueden superar la velocidad del casco sin sobrevolar o planear.
Los barcos ligeros y estrechados con cascos no diseñados para planear, pueden superar fácilmente la velocidad de desplazamiento sin planear. De hecho, una vez por encima de la velocidad del casco. En estos diseños, la desfavorable amplificación de la altura de las olas causada por la interferencia constructiva disminuye a medida que aumenta la velocidad. Por ejemplo, los kayaks de carreras de clase mundial pueden superar la velocidad del casco en más del 100 %, aunque no planeen.